# Idiosepiidae
La famiglia Idiosepiidae (Appellöf, 1898) è una famiglia di molluschi cefalopodi, unica appartenente all'ordine Idiosepida. Questa famiglia comprende i più piccoli cefalopodi noti.

## Distribuzione e habitat

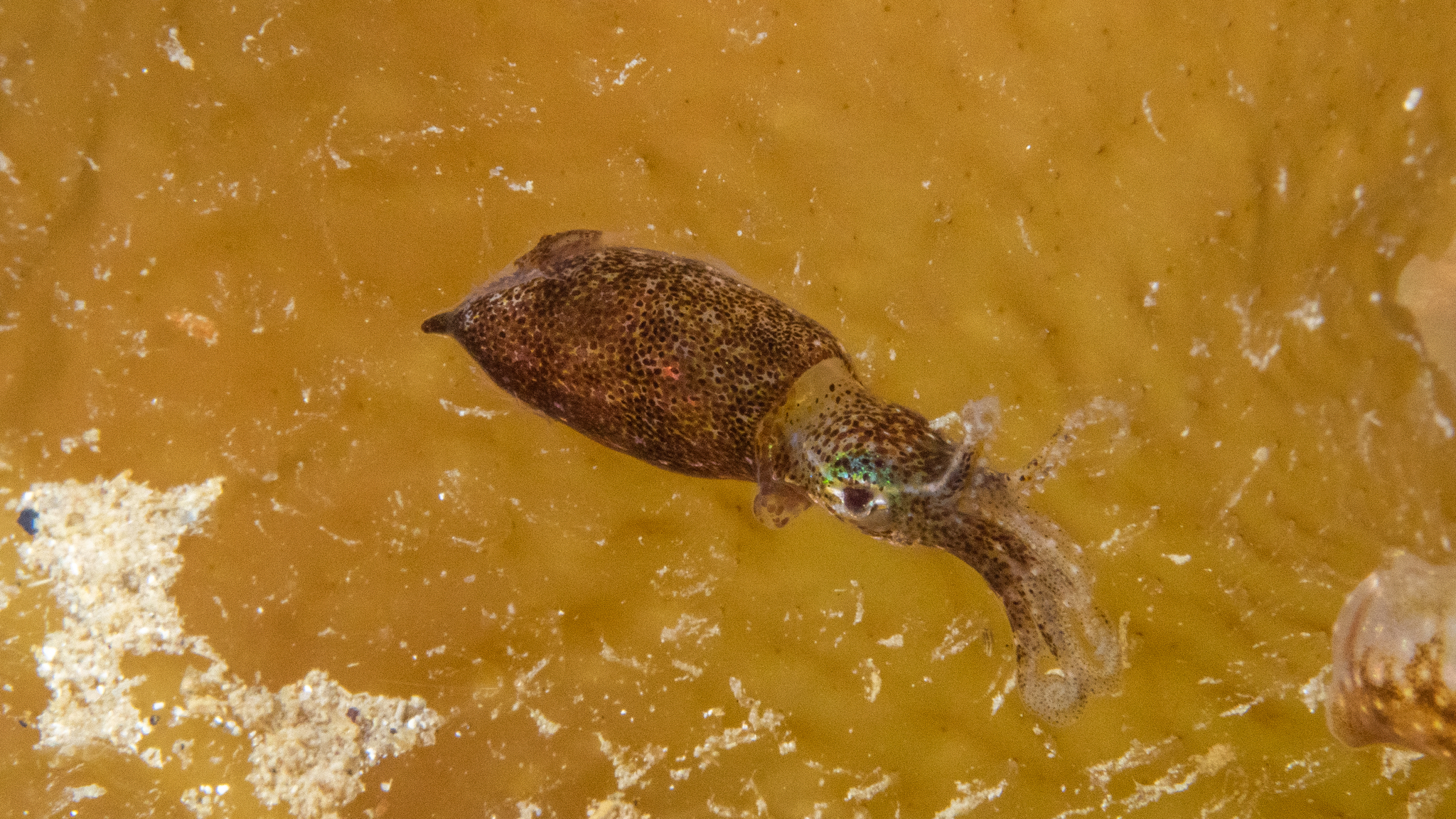
Xipholeptos notoides

Hanno distribuzione indopacifica che si espande anche alle regioni temperate del Pacifico occidentale. Vivono in acque costiere a basse profondità, in ambienti ricchi di alghe o fanerogame marine.

## Descrizione
Sono cefalopodi molto piccoli, con mantello cilindrico terminante a punta e con due pinne inserite all'estremità posteriore, reniformi e di piccole dimensioni. Le braccia sono corte, con due serie di ventose che sono più grandi nei maschi. Le clave tentacolari hanno file trasversali composte da 2 a 4 ventose. La conchiglia è del tutto assente. I maschi sono dotati di ectocotile, entrambe le braccia ventrali sono modificate, il destro è appiattito e protetto da una membrana mentre il sinistro è bilobato, in entrambi le ventose sono quasi assenti. La lunghezza del mantello non supera i 25 mm.

## Biologia
Sono animali a ciclo vitale breve con numerose generazioni annuali; le popolazioni decrescono fino a scomparire nel periodo freddo nei climi temperati. Sono animali solitari.

### Riproduzione
Le uova sono piccole e bentoniche, i giovanili sono pelagici ma di aspetto simile all'adulto.

### Alimentazione
Sono predatori all'agguato, si nutrono soprattutto di piccoli crostacei.